# AWMF-Leitlinienportal
Das Leitlinienportal der AWMF ist ein Webportal, das seit dem Jahr 2000 von der Arbeitsgemeinschaft der Wissenschaftlichen Medizinischen Fachgesellschaften (AWMF) betrieben wird und Informationen über die Medizinischen Leitlinien und Patienteninformation der Medizinischen Fachgesellschaften in Deutschland enthält.  
Mit seinem Angebot wendet sich das Portal primär an Leitlinienentwickler und die Ärzteschaft in Deutschland, aber auch an die Öffentlichkeit. Man erreicht das Portal unter der Internetadresse awmf.org/leitlinien. 

## Inhalt
Das Portal ist ein Teil des AWMF-Leitlinienprogramms. Es enthält öffentlich zugängliche Informationen und nicht öffentliche Bereiche, die den Mitgliedsgesellschaften der AWMF und Fachleuten aus der Leitlinienentwicklung vorbehalten sind.
Im Mittelpunkt des Portals stehen die öffentlichen Informationen des AWMF-Leitlinienregisters mit den aktuellen und in Entwicklung befindlichen Leitlinien der Fachgesellschaften in der AWMF sowie Informationen für Patienten. Die Empfehlungen und Vorgaben des AWMF-Regelwerks Leitlinien, eines Leitfadens zur Qualität medizinischer Leitfaden, können ebenfalls von der Öffentlichkeit eingesehen werden.